# 緒方大象
緒方 大象（おがた だいぞう、1886年2月5日 - 1956年7月20日）は、日本の医学者。九州大学名誉教授。リンパ心臓の研究で知られる。緒方道平の次男。弟には政治家緒方竹虎と医師緒方龍がいる。長男は同じく九州大学医学部生理学教授を務めた緒方道彦。

## 経歴
福岡市に生まれる。1904年福岡県立中学修猷館、1907年第五高等学校医科を経て、1907年9月東京帝国大学医学部に入学するが、同年12月に京都帝国大学福岡医科大学に転学し、1911年11月同大学の後身である九州帝国大学医学部を卒業する。五高の同期には大川周明がおり、共に五高の校友会雑誌「龍南会雑誌」の雑誌部委員を務めた。
1912年1月九州帝大医学部の石原誠教授の生理学教室に入室。1913年9月熊本医学専門学校教授、1914年4月九州帝大講師となり、1917年10月から1919年4月にかけて米国に留学。1919年5月に九州帝大助教授に就任し、1920年9月から1923年3月にかけて文部省在外研究員として英・仏・独に留学する。1923年10月長崎医科大学教授に就任する。
1939年10月九州帝大の第1生理学教室教授に就任し、1946年9月定年退官。1949年12月九州歯科大学生理学教室教授に就任する。